# Mitsubishi Typ Washi
Mitsubishi Typ Washi (2MB2) – japoński, prototypowy lekki bombowiec wytwórni Mitsubishi przeznaczony dla lotnictwa Cesarskiej Armii Japońskiej, zbudowany w latach 20. XX wieku.

## Historia

### Geneza
Lata 20. XX wieku to okres rozbudowy i modernizacji japońskiego lotnictwa armii. Jednym z kierunków unowocześniania parku lotniczego było pozyskanie skutecznego bombowca mogącego na szczeblu taktycznym wspierać działania piechoty. Do lat 20. tego typu zadania wykonywały samoloty rozpoznawcze. Pierwszymi, które znalazły się na wyposażeniu lotnictwa armii były używane brytyjskie maszyny Sopwith 1½ Strutter. Niestety, z racji stopnia zużycia ich walory nie były zbyt duże i używano ich głównie do celów szkoleniowych. Dużo większą karierę zrobił zakupiony we Francji w liczbie 80 egzemplarzy, samolot Salmson 2A2. Jego licencyjną produkcję rozpoczęły zakłady Kawasaki i warsztaty lotnicze Armii w Tokorozawa. Maszyna używana w Japonii pod skrótową nazwą Otsu 1 cieszyła się ogromną popularnością. Wyprodukowano 930 egzemplarzy. Samolot był łatwy w pilotażu i lubiany przez załogi. Wykorzystywano go do zadań rozpoznawczych, łącznikowych, przechwytywania i zrzucania meldunków, stawiania zasłony dymnej oraz do bombardowań. Niestety w tej ostatnie roli z racji niewielkiego wagomiaru przenoszonych bomb jego skuteczność była zbyt mała, jak na wymagania armii. W zaistniałej sytuacji na początku 1925 roku Biuro ds. Lotnictwa Armii (Rikugun Kōkūbu) ogłosiło wymagania na całkowicie nowy typ samolotu: lekkiego bombowca zdolnego do przenoszenia ładunku bomb oraz do ostrzeliwania celów naziemnych. Maszyna swoimi osiągami miała przewyższać Otsu 1, być zdolna do przenoszenia bomb dużych wagomiarów i uzbrojona w stałe karabiny maszynowe. Ofertę skierowano do trzech firm: Nakajima, Kawasaki i Mitsubishi. Niezależnie od wytwórni lotnictwo Armii podjęło próbę zbudowania samolotu własnymi siłami.

### Projekt
Mitsubishi zaproponowało lotnictwu Armii dwa projekty. Jednym z nich był specjalnie w tym celu zaadaptowany morski, pokładowy samolot bombowo-torpedowy Typ 13 (oznaczenie fabryczne 2MT1). Drugim był opracowany od podstaw samolot oznaczony fabrycznie jako 2MB2. 2MB2 powstał w zespole kierowanym przez głównego konstruktora firmy Nobushiro Nakata i jego asystenta Satsuo Tokunaga. Wyniki prac konsultował niemiecki inżynier Alexander Baumann. Prototyp samolotu, który otrzymał oznaczenie Doświadczalny Lekki Samolot Bombowy Typ Washi (Washi - Orzeł, Washi-Gata-Shisaku-Keibakugekiki, 鷲型試作軽爆撃機) ukończono w grudniu 1925 roku. Badania przeprowadzone latem następnego roku w bazie Kagamigahara wykazały, że maszyna charakteryzuje się dobrymi osiągami. Niestety Główne Biuro ds. Lotnictwa Armii (Rikugun Kōkū Honbu), bo tak od maja 1925 roku nazwane zostało Biuro ds. Lotnictwa Armii, nie skierowało samolotu do produkcji seryjnej. Uznano, że jego konstrukcja jest zbyt skomplikowana a produkcja za droga.

## Konstrukcja
Washi był zastrzałowym półtorapłatem (układ konstrukcyjny, w którym dolny płat ma rozpiętość dużo mniejszą niż płat górny) o mieszanej metalowo-drewnianej konstrukcji. Kadłub o prostokątnym przekroju w przedniej części kryty blachą duralową, a w tylnej płótnem. Skrzydło o mieszanej konstrukcji kryte w całości płótnem. Górny płat wsparty na dolnym czterema parami zastrzałów wygiętych w kształcie litery „W”. Dzięki takiemu rozwiązaniu wyeliminowano konieczność stosowania usztywniających całość naciągów z drutu. Górny płat zaopatrzony w lotki. Stałe, zastrzałowe podwozie główne. Dwuosobowa załoga z miejscami w układzie tandem w otwartych kabinach. 12-cylindrowy, chłodzony wodą, rzędowy silnik w układzie V Mitsubishi Hispano-Suiza napędzający dwułopatowe, metalowe śmigło. Po obu stronach silnika, na zewnątrz kadłuba zamontowano dwie cylindryczne chłodnice oleju i wody.

## Uzbrojenie
Samolot uzbrojony był w cztery karabiny Vickers kalibru 7,7 mm. Dwa z nich, zamontowane z przodu kadłuba przed kabiną, obsługiwał pilot. Tylny strzelec, pełniący również funkcje bombardiera i radiotelegrafisty, obsługiwał jeden ruchomy karabin umieszczony na obrotnicy strzelający do tyłu w górę i na boki oraz jeden tylny, który po wystawieniu lufy przez specjalnie do tego celu zrobiony otwór w kadłubie strzelał do dołu i do tyłu. Samolot mógł przenosić do 800 kg bomb.